# Kartvélologie

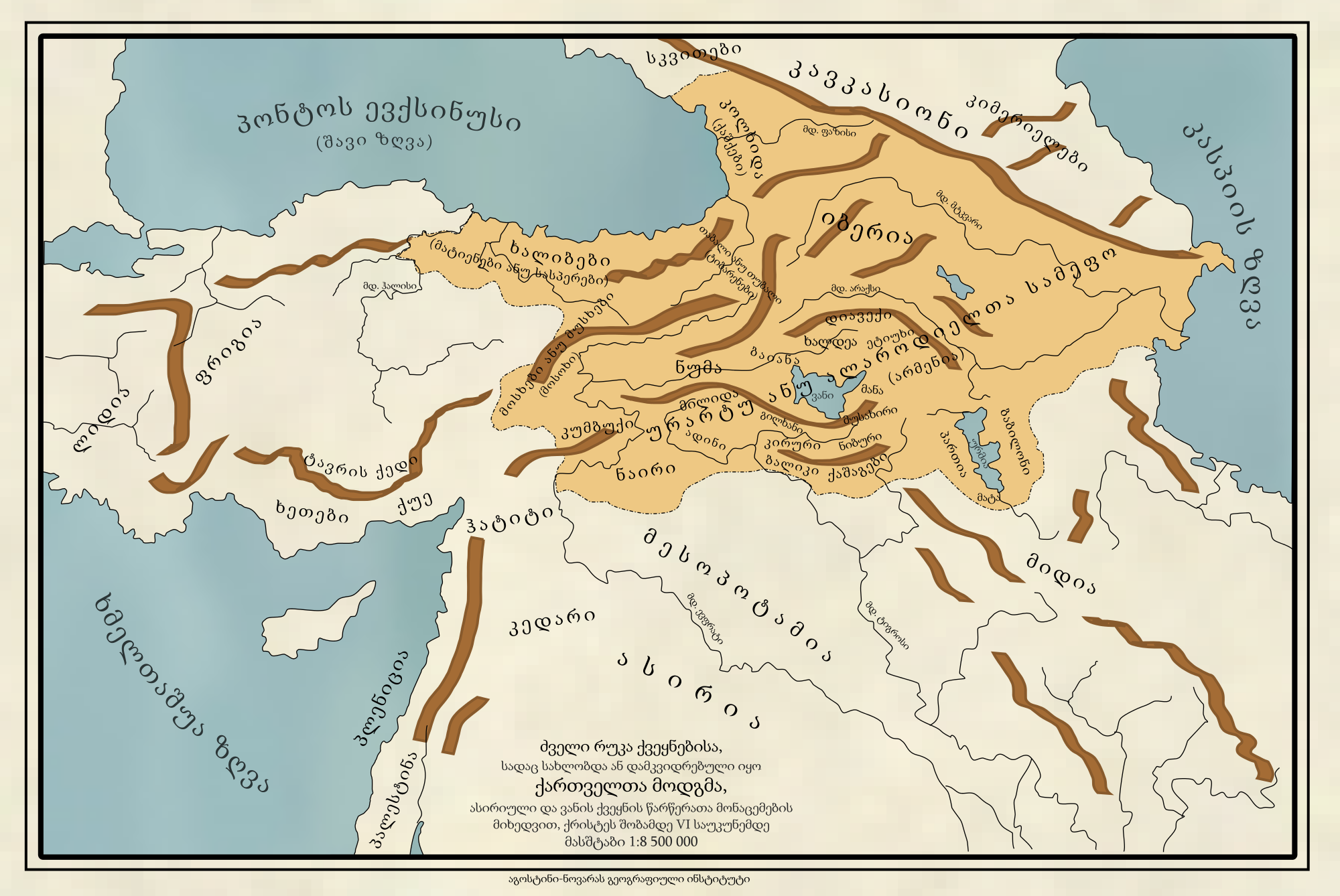
Zone de répartition des peuples kartvéliens jusqu'au

La kartvélologie (en géorgien ქართველოლოგია) est un domaine des sciences humaines couvrant l'histoire, la langue, la littérature, la culture et la religion géorgiennes ou kartvéliennes.

## Kartvélologues

### Spécialistes géorgiens ou d'origine géorgienne
- Vakhoucht Bagration (1696-1757), historien
- Didi-Niko Dadiani (1764-1834), historien
- Teimuraz Bagrationi (en) (1782-1846), historien
- David Tchoubinachvili (1814-1891), linguiste
- Michel Tamarati (1858-1911), historien
- Ekvtimé Takhaïchvili (1863-1953), historien
- Alexandre Khakhanov (de) (1864-1912), historien et philologue
- Nicolas Marr (1865-1934), historien et linguiste
- Ivane Djavakhichvili (1876-1940), historien
- Kornéli Kékélidzé (en) (1879-1962), philologue
- Simon Qaukhchishvili (en) (1895-1981), historien et philologue
- Arnold Tchikobava (1898-1985), linguiste et philologue
- Ilia Abuladze (en) (1901-1968), historien et philologue
- Cyrille Toumanoff (1913-1997), historien
- Guiorgui Melikichvili (1918-2002), historien
- Georges Charachidzé (1930-2010), linguiste et historien
- Irine Melikichvili (en) (1943-2013), linguiste

### Spécialistes internationaux
- Marie-Félicité Brosset (1802-1880), orientaliste et historien français
- Arthur Leist (de) (1852-1927), écrivain, journaliste et traducteur allemand
- John Oliver Wardrop (en) (1864-1948), écrivain et traducteur britannique
- Marjory Wardrop (1869-1909), écrivaine et traductrice britannique
- Robert Pierpont Blake (1886-1950), historien américain
- Georges Dumézil (1898-1986), philologue, historien et anthropologue français
- William Edward David Allen (1901-1973), historien britannique
- Hans Vogt (en) (1909-1986), linguiste norvégien
- Gertrud Pätsch (de) (1910-1994), ethnologue et philologue allemande
- Gérard Garitte (1914-1992), philologue, linguiste et historien belge
- David Marshall Lang (1924-1991), historien britannique
- Georgi Klimov (en) (1928-1997), linguiste russe

## Revues
- Bedi Kartlisa
- Revue des études géorgiennes et caucasiennes